# عبدالله سامری
عبدالله سامری (۱۷ آبان ۱۳۵۰ – ۲۵ اردیبهشت ۱۴۰۱) نمایندهٔ دورهٔ نهم و دهم مجلس شورای اسلامی و عضو کمیسیون کشاورزی، آب و منابع طبیعی مجلس شورای اسلامی از حوزهٔ انتخابیهٔ خرمشهر در استان خوزستان بود. وی که برای شرکت در انتخابات دوره یازدهم مجلس شورای اسلامی کاندید شده بود، از سوی شورای نگهبان جمهوری اسلامی ایران رد صلاحیت شد.
وی لیسانس علوم اجتماعی از دانشگاه پیام نور آبادان دارد و پیش از ورود به مجلس بسیجی ویژه و کارمند وزارت اطلاعات و مسوول حراست شهرداری مینوشهر بود.